# Kriss

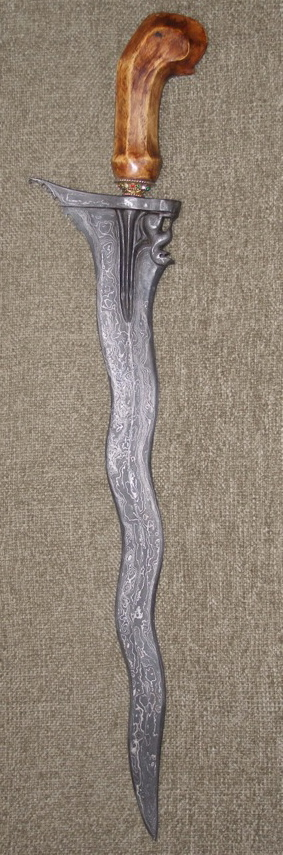
Un kriss

Il kriss o keris è un tipico coltello-pugnale malese, forse originario di Giava, con lama a biscia (ma talvolta diritta o appena ricurva), diffuso in tutto l'arcipelago indonesiano. Ha la lama doppia che può essere in mono acciaio o in damasco. La lavorazione di tutte le parti del coltello e del fodero è particolarmente curata, con infinite varianti. È lungo solitamente 60-70 cm. 
Grazie alla punta ondulata è capace di infliggere ferite profonde e, se adeguatamente utilizzato, difficilmente rimarginabili. Infatti, quando la lama penetra all'interno del corpo, non produce un taglio netto, ma una lacerazione asimmetrica dei tessuti, per cui risulta difficile la medicazione anche tramite punti di sutura.
Il kriss ha un altissimo contenuto simbolico per le popolazioni indonesiane. Secondo la tradizione esso, soprattutto se molto antico e di ottima fattura, contiene una propria "anima" (tuah). Celebre era il Kris Si Naga, usato nel Brunei per confermare e incoronare i sultani e il cui solo possesso consentiva la richiesta di salire sul trono.
Nel 2008 è inserito tra i patrimoni orali e immateriali dell'umanità.

## Lavorazione tradizionale
Per la lavorazione, i forgiatori (empu) utilizzano come base d'appoggio i piedi. La matrice centrale è ad alto tenore di carbonio; essa viene poi laminata e su di essa viene di seguito stratificato del metallo contenente nichel (preferibilmente tale materiale è di origine meteoritica). La matrice centrale è di solito un pane di 5 kg. 
Dalla barra principale si ricava anche una piccola parte (oltre a quella ottenuta per la lama vera e propria detta pamor) che serve per costruire la barretta trasversale asimmetrica (ganja) che sta alla base del pamor stesso.
Nei kriss più pregiati il damasco (cioè il tipo di lavorazione del pamor) è ottenuto utilizzando diverse barre di metallo ritorte, ripiegate su se stesse e laminate poi assieme alla matrice; su queste possono essere inseriti altri lavori in damasco. Nelle lame più sofisticate il damasco proviene da altri pamor più antichi ed inutilizzati: in tal modo, secondo la tradizione, si trasmette alla nuova lama la prima "energia vitale". Il forgiatore può decidere a priori il tipo di pamor che vuole ottenere: in questo caso si parla di pamor rekan; se invece si ottengono disegni casuali, espressione della volontà divina, si parla di pamor tiban.
Per quanto riguarda le tecniche di laminazione esistono due metodi:
- il primo metodo è il più antico ed il più semplice e consiste nella sovrapposizione parallela dei due differenti metalli; tale metodo è detto tecnica Mlulah;
- il secondo metodo, più difficile, prevede la laminazione perpendicolare al piatto della lama; tale metodo è detto tecnica Miring.

Ovviamente, nella creazione di una sola lama, è possibile utilizzare diverse tecniche di laminazione.
I nomi attribuiti ai vari tipi di pamor derivano principalmente dall'osservazione della natura.
Una volta costruita la barra grezza, il forgiatore inizia a dare la forma al pamor, creando un triangolo a base molto stretta. La lama può avere una forma dritta (che è quella più antica) o forma serpentina, cioè a curve. Il numero delle curve riveste un ruolo estremamente simbolico; ad esempio, un kriss a cinque curve (pandawa) è destinato alle persone di scienza, ai sapienti e agli insegnanti; un kriss a sette curve (carubuk) è simbolo di onore; un kriss a tredici curve (sengkelat) è simbolo di potere.

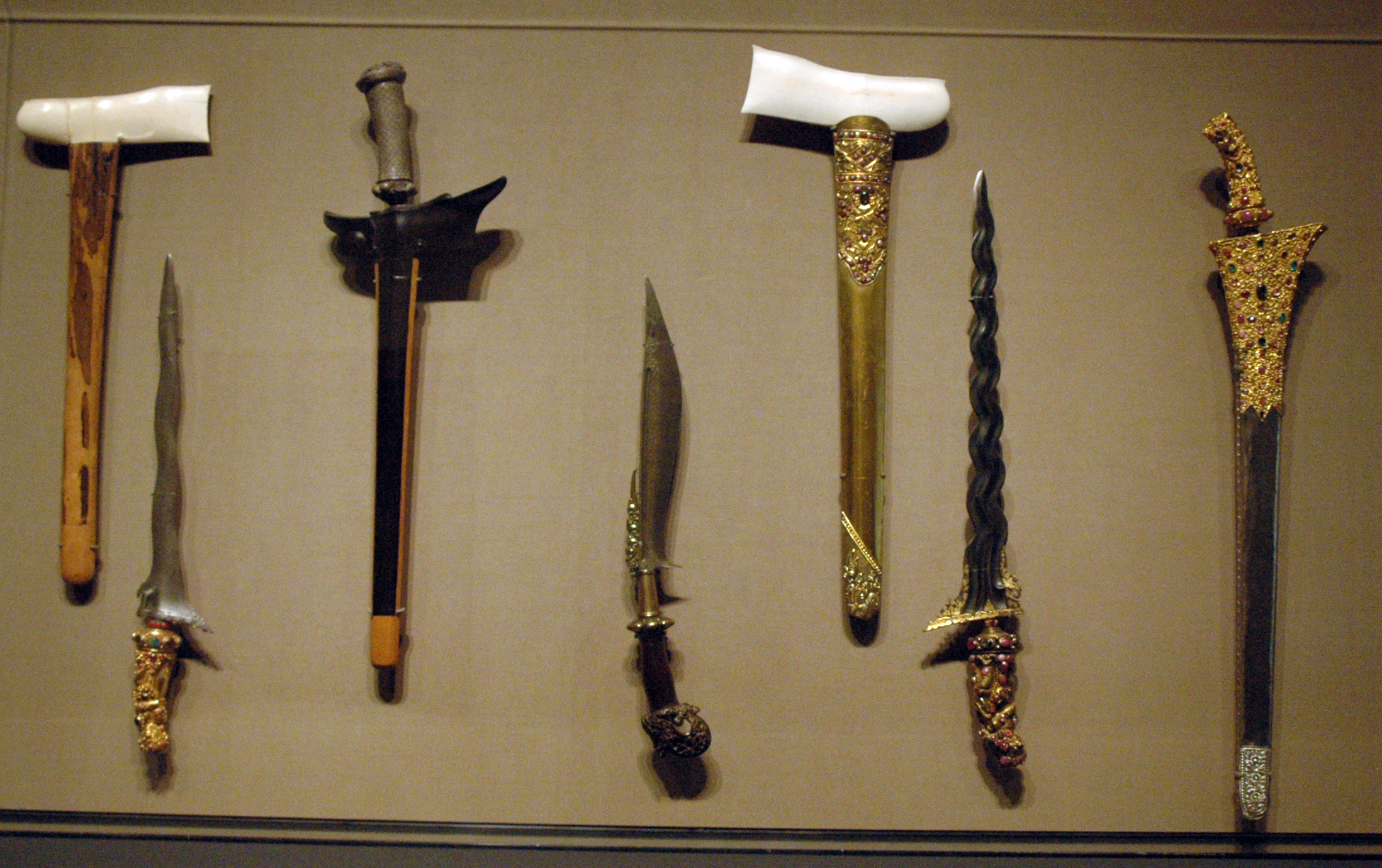
Vari kriss in mostra

La base della lama viene spesso arricchita da sofisticati lavori di incisione; a questo segue la lucidatura del pamor, fatta principalmente con apposite pietre.
Le lame possono a volte essere arricchite da piccole sculture che rappresentano animali, uomini o dei. Le lame più pregiate hanno alla base delle coperture d'oro fatte con la sovrapposizione del metallo in lamine. Quando la lama è finita in tutte le sue parti, il forgiatore provvede al rinvenimento del pamor utilizzando una particolare miscela di succo di lime e polvere di arsenico che viene chiamata warangan. La funzione di questo processo è quella di annerire (tramite ossidazione) le parti di metallo che formano la matrice, mettendo così in risalto il nichel che forma i vari disegni. Per terminare, il forgiatore fa delle offerte rituali agli dei: solo allora il pamor acquista la propria anima, che poi dovrà in seguito essere rinnovata periodicamente con il warangan.
Per quanto riguarda il fodero, questo non viene mai costruito dall'Empu, ma la sua fabbricazione è demandata ad un altro artigiano. Come materiali possono essere utilizzati legni duri o radiche pregiate, che possono anche essere poi rivestiti con lamine metalliche. L'unica eccezione si ha quando viene usato il legno timoho (tratto da alberi della specie Kleinhovia hospita): questo infatti, per la sua elevata preziosità simbolica, non viene mai ricoperto con metalli.